# Transformata Legendre’a (całkowa)
Transformata Legendre’a – transformata całkowa funkcji określonych na przedziale {\displaystyle [-1,1],} której jądrem jest pewien wielomian Legendre’a. Pojęcie zostało wprowadzone w roku 1954 przez Ruela Vance’a Churchilla.

## Definicja formalna
Niech {\displaystyle n} będzie liczbą naturalną oraz {\displaystyle P_{n}} będzie {\displaystyle n}-tym wielomianem Legendre’a. Jeżeli {\displaystyle f\colon [-1,1]\to \mathbb {C} } jest funkcją mierzalną, to jej ({\displaystyle n}-tą) transformatą Legendre’a nazywamy funkcję
{\displaystyle {\mathcal {J}}_{n}(f)=\int \limits _{-1}^{1}P_{n}(x)f(x)\,dx,}
o ile tylko całka po prawej stronie istnieje.
Transformata Legendre’a znajduje zastosowanie w przedstawianiu funkcji {\displaystyle f} na przedziale {\displaystyle [-1,1]} w postaci szeregu
{\displaystyle f(x)\sim \sum _{n=0}^{\infty }a_{n}P_{n}(x),}
gdzie:
{\displaystyle a_{n}={\frac {2n+1}{2}}\int \limits _{-1}^{1}P_{n}(x)f(x)\,dx={\frac {2n+1}{2}}{\mathcal {J}}_{n}(f).}
Przedstawienie to jest analogiczne do szeregu Fouriera danych funkcji względem układu trygonometrycznego, którego rolę w tym wypadku pełni układ wielomianów Legendre’a.